# Nanga-Eboko
Nanga-Eboko es una comuna camerunesa perteneciente al departamento de Haute-Sanaga de la región del Centro.
En 2005 tiene 29 814 habitantes, de los que 18 282 viven en la capital comunal homónima.
Se ubica sobre la carretera N1 a orillas del río Sanaga, unos 150 km al noreste de la capital nacional Yaundé.

## Localidades
Comprende, además de la ciudad de Nanga-Eboko, las siguientes localidades:
- Abam
- Berkong
- Bibassa
- Biboa
- Bifoulé
- Bikaga
- Bikang
- Bissaga
- Bitam
- Biwong
- Bogba
- Boundjou
- Déa
- Dingbekoua
- Eboulé
- Efoulane II
- Ekanga
- Ekok
- Ekondong
- Emtsé
- Essamesso
- Etog-Nang
- Ka'a
- Kom
- Lembé Badja
- Mangaé
- Mbenda
- Mbiam
- Mbomendjock
- Mebolé
- Mekak
- Mekomo
- Memia
- Mendoumbé
- Menga'a
- Mengoa
- Mengondé
- Mengué
- Messa'a
- Messegué
- Messibigui
- Mevounga
- Mewomé
- Meyang
- Meyosso
- Mezassa
- Mfomalène
- Mgboum
- Mimbang
- Mimbelé
- Mpandang
- Mpomtené
- Mvomzock
- Nangmana
- Ndandouck
- Ndemba
- Nding
- Ndjassi
- Ndjimekong
- Ndjombé
- Ngamba
- Ngamba-Ndel
- Ngoakomba
- Ngoulmekong
- Nkoambang
- Nkolmveng
- Nkondom
- Nya Yessé
- Okassang
- Okolat
- Ouassa-Bamvelé
- Sandja
- Sanga
- Sassé
- Zengoaga